# Жртвеник
Жртвеник је сто у олтару православне цркве, на којој се изводи проскомидија – за прослављање евхаристије припрема се жртва: хлеб (тело Христово) и вино (крв Христов). Олтар има четвороугаони облик и попут престола одевен је у исту „одећу”. На жртвенику се чувају свете посуде док се не користе у литургији.
У древним временима, жртвеник је био изван олтара и био је посебна соба, где су хришћани стављали донете дарове (хлеб и вино), из којих је свештеник затим бирао најбоље поклоне за евхаристијску прославу. У византијској и староруској цркви издвојена је посебна соба за олтар у северном делу олтара, такође назван жртвеник. Најчешће је то било у облику апсиде. Симетрично, ђакон се уз олтар придружио са југа, где је постављен ђаконик.
Тренутно се жртвеник налази на северном зиду олтара лево од горњег места, а понекад и у посебно одвојеном делу олтара (такође на левој страни), који се назива ђаконик. 